# Milán-San Remo 1963
La Milán-San Remo 1963 fue la 54.ª edición de la Milán-San Remo. La carrera se disputó el 19 de marzo de 1963, siendo el vencedor final el francés Joseph Groussard, que se impuso en el esprint a su compañero de fuga Rolf Wolfshohl.

## Clasificación final
| Posición | Ciclista         | Equipo                      | Tiempo     |
| -------- | ---------------- | --------------------------- | ---------- |
| 1        | Joseph Groussard | Pelforth-Sauvage-Lejeune    | 6h 59' 38" |
| 2        | Rolf Wolfshohl   | Peugeot-BP                  | m. t.      |
| 3        | Willy Schroeders | G.B.C.-Libertas             | + 28"      |
| 4        | Willy Bocklant   | Faema-Flandria              | + 53"      |
| 5        | Vittorio Adorni  | Cynar                       | m. t.      |
| 6        | Luis Otaño       | Margnat-Paloma-Motul-Dunlop | + 2' 07"   |
| 7        | Franco Balmamion | Carpano                     | + 2' 32"   |
| 8        | Jean Graczyk     | Margnat-Paloma-Motul-Dunlop | + 2' 52"   |
| 9        | Gilbert Desmet   | Wiel's-Groene Leeuw         | m. t.      |
| 10       | Vincent Denson   | Pelforth-Sauvage-Lejeune    | m. t.      |